# St. Elmo (pel·lícula)
St. Elmo és una pel·lícula muda de 1923 dirigida per Jerome Storm. Distribuïda per Fox Film Corporation, la pel·lícula està basada en la novel·la de 1867 del mateix nom escrita per Augusta Jane Evans.

## Repartiment
- John Gilbert (St. Elmo Thornton)
- Barbara La Marr (Agnes Hunt)
- Bessie Love (Edna Earle)
- Warner Baxter (Murray Hammond)
- Nigel De Brulier (reverend Alan Hammond)
- Lydia Knott (Mrs. Thornton)